# Journée mondiale du cinéma d'animation
La Journée mondiale du cinéma d'animation est une journée internationale et commémore la première projection de l'animation et d'un dessin animé, Pauvre Pierrot d'Émile Reynaud, le 28 octobre 1892, au Musée Grévin à Paris.

Le procédé de projection, Le Praxinoscope-théâtre a été inventé par Émile Reynaud lui-même.

## Présentation
En 2002, le réalisateur portugais Abi Feijo, alors président de l'Association internationale du film d'animation (Asifa) a l'idée de faire de cet évènement une journée de célébration. 

### 2002
C'est en France, en 2002, par le biais de l'association française du cinéma d'animation (Afca) que cette idée deviendra concrète, avec la création de la Fête du cinéma d'animation, initiée et coordonnée par Olivier Catherin. Dès cette première année, plus d'une centaine de manifestations (projections, expositions, conférences, ateliers pédagogiques) se tiendront dans toute la France, alors que d'autres pays membres de l'Asifa se lanceront aussi dans l'aventure (la Croatie, le Portugal, la Roumanie et l'Inde). 

### 2003
Alors que la manifestation prend de l'ampleur en France (300 évènements sur 15 jours), l'Asifa porte son effort sur le développement mondial de la manifestation. Olivier Catherin est élu en novembre 2003 comme membre du conseil d’administration de l’Asifa chargé de la coordination de la Journée mondiale et en 2004.

### 2004
L’événement est célébré dans plus de 30 pays, prenant au fil des années, une ampleur particulière au Brésil, au Portugal et en Inde. Des échanges de programmes de films d’animation se mettent en place et de grands artistes réalisent une affiche mondiale (Eric Ledune, Paul Driessen, Nureddin Zarrinkelk, Abi Feijo, Michel Ocelot, Nina Paley, Raoul Servais, Ihab Shaker, Gianluigi Toccafondo, Koji Yamamura, Oscar Grillo, Ratsko Ciric). 

### 2008
En 2008, Juliette Crochu succédera à Olivier Catherin pour la coordination de la Journée mondiale et de sa version française. En 2014 c'est la portugaise Vanessa Ventura qui deviendra coordinatrice de l'événement.

### 2023

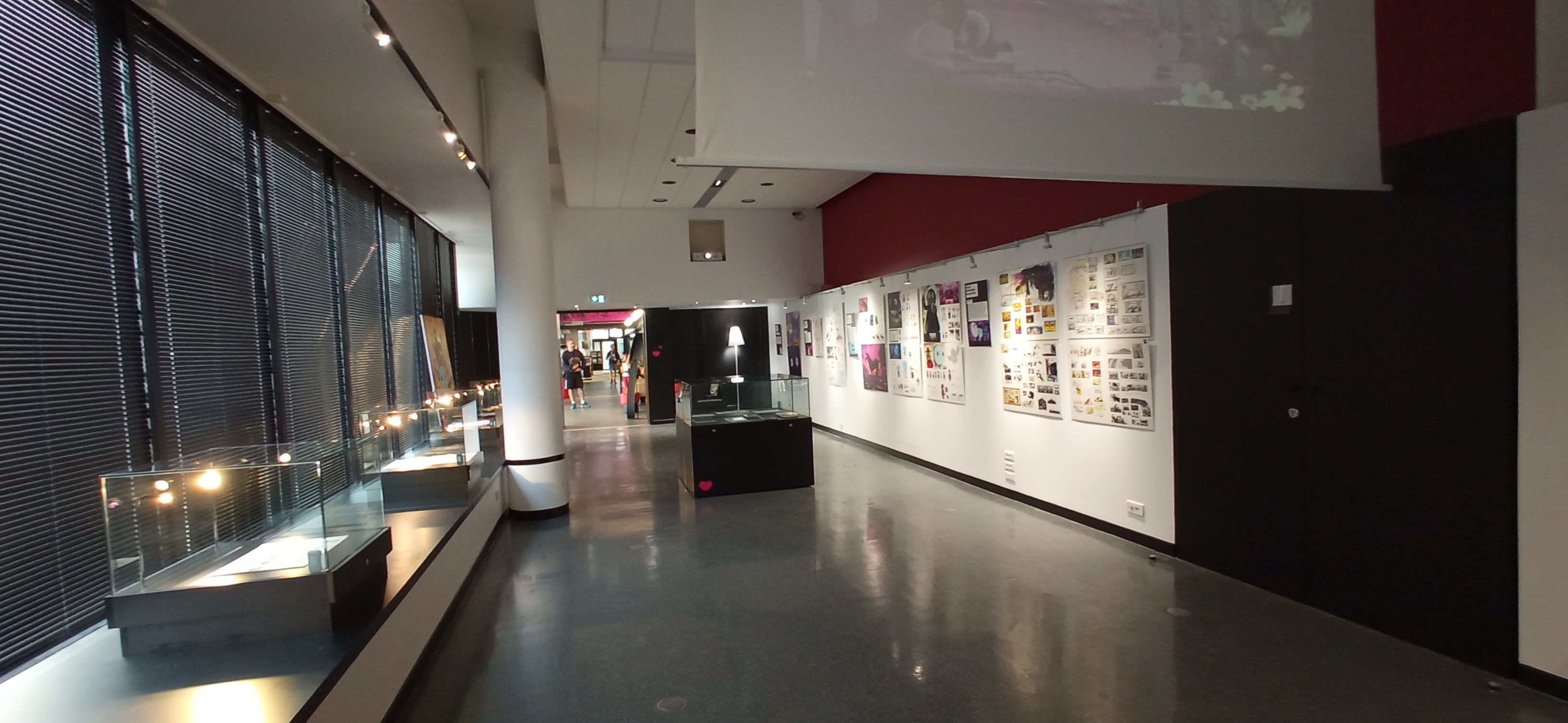
Une exposition sur Unicorn Wars.